# Macworld
Macworld — вебсайт видавництва Mac Publishing, присвячений продуктам і програмному забезпеченню Apple Inc., штаб-квартира якого знаходиться в Сан-Франциско, Каліфорнія, США. Він почав своє існування як друкований журнал у 1984 році та мав найбільший перевірений тираж (як загальний, так і у газетних кіосках) журналів у Північній Америці, орієнтованих на комп'ютери Macintosh, понад удвічі більший тираж порівняно з найближчим конкурентом MacLife (колишня назва MacAddict). Macworld заснували Девід Баннелл, Шеріл Вудард (видавці) і Ендрю Флюгельман (редактор). Це був найстаріший журнал про Macintosh, який все ще виходив, до 10 вересня 2014 року, коли IDG, його материнська компанія, оголосила, що припиняє випуск друкованого видання та звільнила більшість співробітників, продовжуючи працювати у форматі вебсайту.

## Історія
У 1997 році видання було перейменовано в Macworld, incorporating MacUser (назва, відображена на сторінці змісту журналу), щоб відобразити консолідацію журналу MacUser, який належить компанії Ziff Davis і Macworld, що належить компанії International Data Group, в рамках нового спільного підприємства двох видавництв Mac Publishing. У 1999 році об'єднана компанія також придбала онлайн-видання MacCentral Online, оскільки Macworld на той час не мав потужного компонента онлайн-новин. Наприкінці 2001 року International Data Group (IDG) викупила частку Ziff Davis в Mac Publishing, зробивши її дочірньою компанією, що повністю належить IDG.
Журнал видавався в багатьох країнах або іншими дочірніми компаніями IDG, або сторонніми видавцями, які ліцензували назву бренду та його вміст. Журнал видавався, зокрема, в Австралії, Німеччині (Macwelt), Італії, Іспанії, Швеції (MacWorld), Туреччині, Великій Британії, Нідерландах та Індонезії. Його зміст також включався в ряд інших публікацій IDG.
Свого часу видавець журналу надав право на використання назви своїй іншій дочірній компанії IDG World Expo для конференції Macworld Conference & Expo (пізніше Macworld/iWorld), яка проходила кожного січня в конференц-центрі Moscone Center в Сан-Франциско.
Macworld також видався в Індонезії видавництвом Megindo Tunggal Sejahtera з 2008 року по грудень 2011 року.

## Подкаст
Macworld Podcast — щотижневий подкаст, започаткований журналом Macworld. Macworld Podcast було започатковано 26 квітня 2005 року як «Geek Factor Podcast» Сайрусом Фаріваром, але був оновлений до офіційного «Macworld Podcast» з його п'ятою версією в серпні 2005 року. У різні періоди протягом 12 років його вели Кріс Брін, Філіп Майклз, Сереніті Колдвелл, Гленн Флейшман та Сюзі Окс. У червні 2017 року ведення подкасту було припинено.